# Marie Touchet
Marie Touchet (Orléans, 1549 – Parigi, 28 marzo 1638) fu amante del re Carlo IX di Francia, figlio di Enrico II di Francia e Caterina de' Medici.

## Biografia
Era figlia di Giovanni Touchet, luogotenente del baliato, e di Marie Mathy, figlia di Orable Mathy, medico del re di origine fiamminga.

### L'incontro con Carlo IX
Ci sono diverse versioni per quanto riguarda le circostanze esatte dell'incontro. Secondo alcuni storici, Marie incontrò Carlo IX nel 1569 a Orléans, durante il suo viaggio nel regno insieme a sua madre Caterina de' Medici e Michel de l'Hôspital, e ne divenne l'amante il giorno stesso. 
Tutti i suoi contemporanei si impegnarono a riconoscere che era molto bella. Secondo un altro scrittore del tempo, "la sua mente era unica come la sua bellezza", e aggiunse che aveva "il volto più rotondo che ovale". 

### Amante reale
Il re cercò di mantenere il segreto sulla relazione, per non dispiacere la regina madre. Per poterla vedere con frequenza, il re chiese alla sorella, la principessa Margherita, che la giovane divenisse sua dama di compagnia. In un primo momento, gli amanti si ritrovavano in un casino di caccia dove il re la raggiungeva per la notte senza scorta. Ma Marie rimase ben presto incinta. Informata dalle sue "spie" di questa situazione, Caterina de' Medici ordinò al figlio l'allontanamento dell'amante. Carlo la mandò nelle sue terre del Ducato di Savoia. Poco tempo dopo diede alla luce un figlio che visse per pochi giorni.
Di religione calvinista, favorì l'incontro tra Carlo e Gaspare II di Coligny.
Il 26 novembre 1570 Carlo sposò l'arciduchessa Elisabetta d'Asburgo ma la relazione con Marie continuò.
Nel 1573 nacque un figlio che venne riconosciuto dal padre:
- Carlo (28 aprile 1573-24 settembre 1650), duca d'Angoulême.

Alla morte del re nel 1574 la corona passò a Enrico III e Marie continuò a far parte della corte reale. Per i servigi resi le fu anche concessa una pensione.

## Matrimonio
Nel 1578 sposò François de Balzac d'Entragues, governatore d'Orléans. Ebbero due figlie:
- Catherine Henriette (1579–1633);
- Marie Charlotte (1588-1664), dalla sua relazione con François de Bassompierre ebbe un figlio.

Entrambe le figlie furono amanti di Enrico IV.